# Maximino Ávila Camacho
Maximino Ávila Camacho est un homme politique et militaire mexicain né le 23 août 1891 à Teziutlán (en) et mort le 17 février 1945 à Mexico. Il est le frère de Manuel Ávila Camacho, qui fut président mexicain de 1940 à 1946.
Maximino Ávila Camacho est général dans les forces révolutionnaires mexicaines. Ensuite, il devient gouverneur de l'État de Puebla, dont il est originaire, de 1937 à 1941. Il est aussi ministre de la communication dans le cabinet de son frère durant le mandat de ce dernier.